# Porsche 944

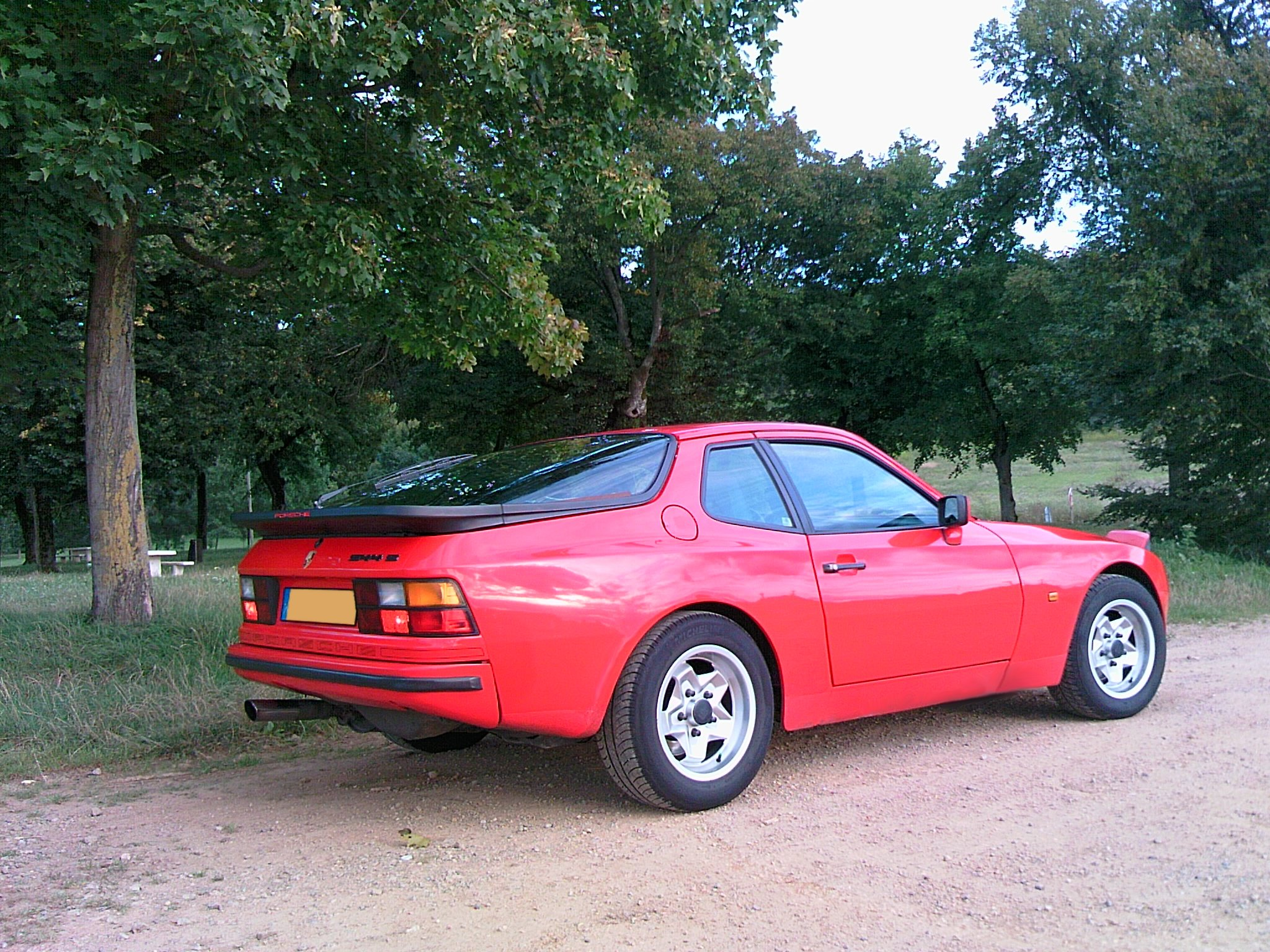
Porsche 944S

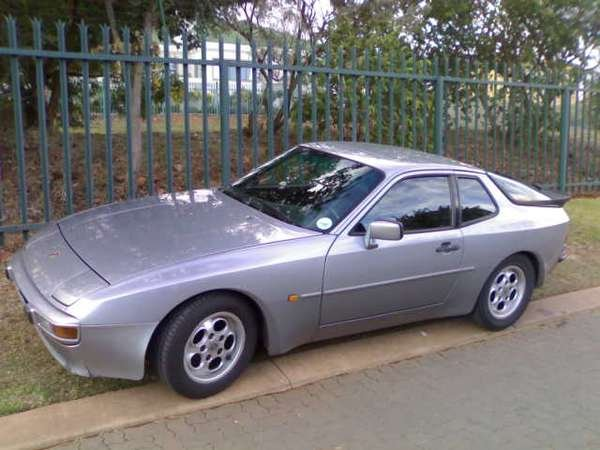
Porsche 944

El Porsche 944 és un cotxe esportiu. Va aparèixer al mercat europeu l'any 1982, i fins a l'any 1991 se'n van fabricar un total de 171.000 unitats, sumant totes les versions. La fabricació però es va iniciar al setembre del 1981. Als mercats de conducció per l'esquerra (Gran Bretanya) i aquells amb normatives especials per contaminació (USA i Canada) la comercialització es va iniciar el 1983. És per aquest motiu, que segons quines fons daten l'inici del 944 entre el 1981 i el 1983. El 1991 va ser substituït pel 968, que va ser el darrer quatre cilindres de Porsche fins a l'arribada el 2016 del 718 Boxster.

La carrosseria del 944 és extremadament baixa i aerodinàmica. És una evolució del Porsche 924, amb les vies eixamplades, amb un frontal de disseny propi i el més important, munta un motor de quatre cilindres de 2,5 litres de cilindrada i 163 cv creat per Porsche especialment per a aquest vehicle. L'interior del primer Porsche 944 era idèntic al del 924 Turbo, així com tots els elements mòbils de la carrosseria (portes, capó i tapa maleta posterior)

## Precursors
Després de la presentació del 924 el 1976, Porsche va iniciar l'evolució d'aquest vehicle per introduir-lo a competició. Les versions potenciades i eixamplades van agradar molt (sobretot la GTR). A això s'afegeix el gran menyspreu que rebia el 924 (sobretot a Alemanya i a cercles d'aficionats) perquè tenia un modest motor d'origen Audi. El 944 va entrar al mercat amb l'estètica eixamplada com el vist en competició i amb pedigree de Porsche de veritat, tot i que es seguia fabricant a la fàbrica d'Audi-NSU situada a Neckarsulm. Dins de la gamma Porsche dels anys 80, el 944 no va reemplaçar el 924, si no que va complementar la gamma com a vehicle superior, escurçant el gran espai que hi havia amb el 928. Va ser substituït pel Porsche 968 el 1991.

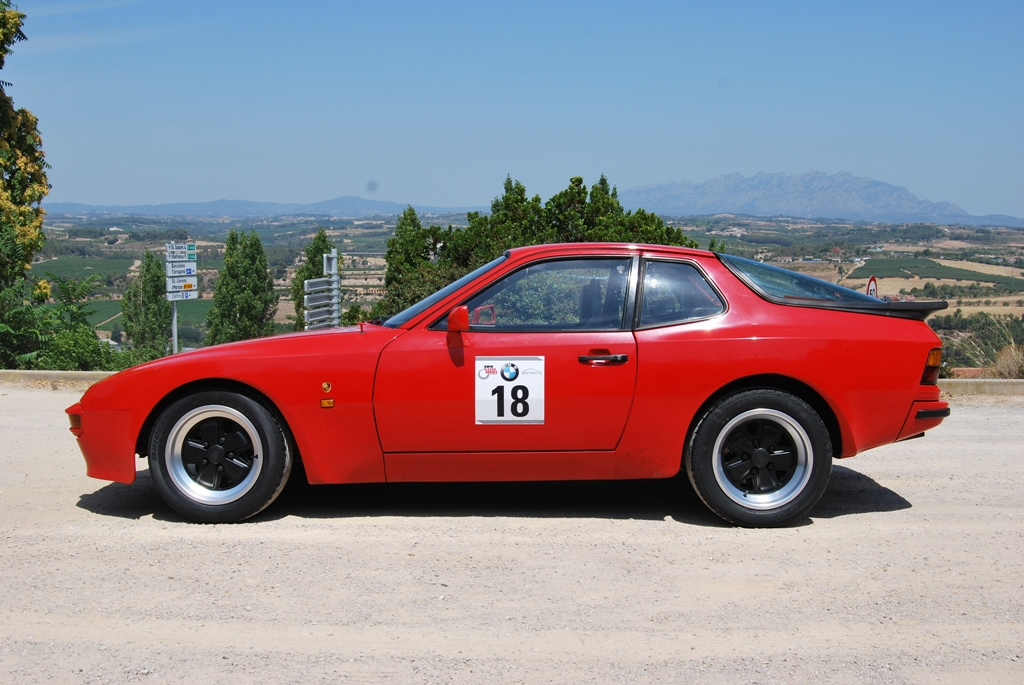
Porsche 944, del 1982

### Canvis, versions i motoritzacions
El 1985 es va canviar l'interior totalment, passant a tenir un disseny propi i diferenciat del Porsche 924. El 1986 va aparèixer la versió turbo, amb un frontal específic diferenciat. Aquest va ser també muntat a la versió S2.
Motoritzacions:
- 944 amb motor 2.5 i 163 cv (150 cv els catalitzats) i (a partir de 1987 cilindrada 2.7 i 165cv)
- 944 S amb motor 2.5 de 16 vàlvules i 190 cv (a partir de 1987 cilindrada 2.7)
- 944 S2 amb motor 3.0 de 16 vàlvules i 211 cv
- 944 Turbo (projecte 951) amb motor 2.5 de 220 cv
- 944 Turbo S (projecte 951) amb motor 2.5 de 250 cv

## Mecànica
El motor del 944 és un nou desenvolupament de Porsche, des de la bancada dreta del bloc motor i la culata del Porsche 928. Es tracta doncs d'un quatre cilindres amb dues vàlvules per cilindre i arbre de lleves en culata mogut per una corretja. A partir d'aquí Porsche dissenya un motor totalment nou i ultramodern per a l'època, amb les següents particularitats rellevants:
- Injecció electrònica Bosch L-Jetronic, governada per una centraleta del tipus Motronic, que injecta la quantitat de combustibre segons la massa d'aire que entra per l'admissió.
- Dos arbres contrarrotants, que giren en contra del sentit de gir del cigüenyal, al doble de la seva velocitat angular, moguts per una corretja doble dentada. Aquests aconsegueixen una suavitat de funcionament amb absència de vibracions a baix i mig règim, que mai s'havia vist a l'època en vehicles d'aquesta categoria.
- Interncanviador de calor aigua/oli integrat al bloc motor. D'aquesta forma s'aconsegueix d'escalfar més ràpid l'oli en climes fred i de refrigerar-lo en circumstàncies de càrregues extremes.
- Materials usats al motor de darrera generació: pel bloc ja no es fa anar l'acer sinó aliatges d'alumini d'elevada resistència i baix pes. Pistons i válvules porten tractaments tèrmics que a l'època eren punters, per aconseguir un rendiment i durabilitat extrems.
- Embragatge pilotat. El pedal de l'embragatge mou un pistó hidràulic, que crea pressió a un circuit i la multiplica per accionar el disc d'embragatge. L'aportació és una extrema suavitat de funcionament i baix esforç d'accionament sobre el pedal de l'embragatge, independentment del nivell de desgast i l'edat d'aquest.

Per a l'època, l'any 1981 era un cotxe punter, modern, robust, i tecnològicament avançat.